# Капитол-Риф (национальный парк)
Национальный парк Ка́питол-Ри́ф (англ. Capitol Reef National Park) — национальный парк США, расположенный в южной части штата Юта. Территория парка — относительно узкая зона, длиной около 160 км и площадью 979 км². Парк основан в 1971 году. Открыт круглый год, наиболее посещаемый период с мая по сентябрь.

## Геологическое строение
Капитол риф охватывает, изгиб земной коры возрастом 65 миллионов лет.
Район был назван в честь линии белых куполов и скал из песчаника Навахо, каждый из которых имеет очертания похожие на здание Капитолия США они простягаються от реки Фремонт до ручья Плезант-Крик.
Парк имеет множество каньонов,скал,и природных арок. Река Фремонт протачивала и озеленяла каньоны через части Уотерпокет-Фолд, но большая часть парка представляет собой засушливую пустыню.
Первая асфальтированная дорога была проложена через эту область в 1962 году. Государственная трасса номер 24 пересекает парк, проходя с востока на запад между национальными парками Каньонлендс и Брайс-Каньон, но в округе мало других асфальтированных дорог которые из-за пересеченного ландшафта их строительство сложная и затратная задача для инженеров.

## История Основания
Коренные американцы жили в окресностях реки Фремонт в северной части Капитолийского рифа Уотерпокет-Фолд примерно в 1000 году. Они орошали посевы кукурузы и тыквы и хранили свое зерно в каменных зернохранилищах (частично сделанных из многочисленных черных базальтовых валунов). В 13 веке все культуры коренных американцев в этой области претерпели внезапные изменения,из-за продолжительной засухи. Поселения и поля Фремонта были заброшены.
Спустя много лет после ухода индейцев Фремонтской культури. Индейцы Паюты перекочевали в этот район. Данний Народ, говорил на языке нумийском языке юто-ацтецкой языковой семьи. По прибытии они увидели здания что позже сделали своими зернохранилищами, и назвали их хижинами моки. Они подумали, что это были дома расы крошечных людей или моки согласно их легендам.
В 1872 году Алмон Х. Томпсон , географ, прикомандированный к экспедиции майора армии Соединенных Штатов Джона Уэсли Пауэлла, пересек Уотерпокет-Фолд, исследуя этот район. Позже геолог Кларенс Даттон провел несколько лет, изучая геологию этого района. Ни одна из этих экспедиций не провела исследовний в достаточной степени.
После Гражданской войны в США  последователи Церкви Иисуса Христа Святых последних дней(Мормоны) в Солт-Лейк-Сити стремились основать религиозные миссии в самых отдаленных районах Межгорного Запада . В 1866 году вооруженная экспедиция мормонов в погоне за индецами проникла в высокогорные долины на западе. В 1870-х годах поселенцы перебрались в эти долины, в конечном итоге основав Лоа, Фремонт, Лайман, Бикнелл и Торри.Они начали прочно заниматься обустройством местных земель.
Помимо сельского хозяйства, из местного известняка начали добывать известь, а в начале 20-го века — уран. 
В 1904 году был подан первый иск на урановый рудник в этом районе. В результате на руднике Ойлер в Гранд-Уош добывали урановую руду.
К 1920 году не более десяти семей одновременно могли прокормиться на плодородной пойме реки Фремонт, и земля с годами сменяла владельцев. Район был изолированным из-за этого община была заброшена, а через время некоторые здания были восстановлены Службой национальных парков. Печи, которые когда-то использовались для производства извести, все еще находятся в Сульфур-Крик и недалеко от кемпингов на Сценик-Драйв.

## Статус национального парка
В 1950-х годах была глубокая обеспокоеность тем, что руководство NPS согласилось с требованиями Комиссии по атомной энергии США об открытии Национального памятника Капитол-Риф для разведки урана. Ситуацию спасло, то что разведаных запасов для добычи оказалось недостаточно для промышленых разработок.
Законопроект Палаты представителей (H.R. 17152), представленный конгрессменом от штата Юта Лоренсом Дж. Бертоном, предусматривал создание национального парка площадью 180 000 акров (72 800 га) и прилегающей национальной зоны отдыха площадью 48 000 акров (19 400 га), где многоцелевое использование (включая выпас скота) могло бы продолжаться неограниченное время. Тем временем в Сенате США законопроект Сената S. 531 был принят 1 июля 1970 года и предусматривал создание только национального парка площадью 230 000 акров (93 100 га). Законопроект предусматривал поэтапный отказ от выпаса скота в течение 25 лет.
В сентябре 1970 года должностные лица Министерства внутренних дел США заявили на заседании подкомитета Палаты представителей, что они хотели бы выделить около 254 000 акров (103 000 га) в качестве национального парка. Они также рекомендовали, чтобы период поэтапного отказа от выпаса скота составлял 10 лет, а не 25. Они не поддерживали  создание дополнительной охраняемой зоны для отдыха.
Только в конце 1971 года действия Конгресса были завершены. К тому времени 92-й Конгресс Соединенных Штатов был на сессии, и S. 531 был задвинут на задний план. Новый законопроект, S. 29, был представлен в Сенат сенатором Фрэнком Э. Моссом из Юты и был по сути тем же самым, что и предыдущий законопроект. За исключением того, что он предусматривал дополнительные 10 834 акра (4 384 га) государственных земель для национального парка Капитолийский риф. В Палате представителей представитель Юты К. Ганн Маккей совместно с представителем Ллойдом внесли законопроект H.R. 9053, заменивший недействующий законопроект H.R. 17152. На этот раз законопроект Палаты представителей отклонил концепцию дополнительной национальной зоны отдыха Capitol Reef и принял концепцию Сената о 25-летнем лимите на продолжение выпаса скота. Министерство внутренних дел по-прежнему рекомендовало национальный парк площадью 254 368 акров (102 939 га) и 10-летний лимит на поэтапный отказ от выпаса скота.

## Климат
Согласно системе классификации климата Кёппена, имеет холодный полузасушливый климат (BSk).